# كارلو بيتريني
كارلو بيتريني (بالإيطالية: Carlo Petrini)‏ عالم اجتماع وناشط ايطالي، أسس منظمة الوجبة البطيئة وهي حركة تدعوا إلى ثقافة غذائية مواجهة للأطعمة السريعة، وتعتمد هذه الثقافة على العودة إلى الطبيعة سواء في إنتاج أو تجهيز وجبات الأطعمة، وتحضير وجبات ذات طابع محلي.

## الوجبة البطيئة
حركة تدعوا إلى ثقافة غذائية مواجهة للأطعمة السريعة، وتعتمد هذه الثقافة على العودة إلى الطبيعة سواء في إنتاج أو تجهيز وجبات الأطعمة، وتحضير وجبات ذات طابع محلي. يتبنى عالم الاجتماع الإيطالى «كارلو بيترينى» هذه الحركة. وأصبحت «سلو فود»، التي تتخذ من الحلزونة شعارا لها، حركة دولية ابتداء من 1989.
بدأ كل شيء بدأ ببيان بسيط نشره بيتريني عام 1986 في بلدته برا القريبة من مدينة تورينو في مقاطعة كونيو بشمال إيطاليا مؤذنا بانطلاق حركة " الوجبة البطيئة " التي أتت ردا على الوجبات السيئة التي تعد بغير تأن أو إتقان ناهيك عن الوجبات السريعة". وبعد 18 عاما من انطلاقتها، تجمع هذه الحركة "الفلسفية-الغذائية" التي تؤمن بمطبخ يجمع حول مائدة مضيافة لذة الأكل المتقن واختيار المنتجات الطبيعية والتقليدية عشرات الأعضاء والأصدقاء عبر العالم.

## روابط خارجية
- كارلو بيتريني على موقع IMDb (الإنجليزية)
- كارلو بيتريني على موقع قاعدة بيانات الفيلم (الإنجليزية)